# Krpan 8x8
Krpan 8x8 je licenčna različica osemkolesnega večnamenskega kolesnega pehotnega bojnega vozila SSF Pandur II 8x8, nadgrajena v Sloveniji, v Sistemski tehniki, Ravne.
Krpan 8x8 je poimenovano po znanem literarnem junaku Martinu Krpanu.
Krpana 8x8 je Sistemska tehnika prijavila na razpis Slovenske vojske. Razpis se je končal 10. aprila 2006 in nanj se je poleg Sistemske tehnike prijavil tudi Rotis s Patrio AMV. 12. junija istega leta je Ministrstvo za obrambo Republike Slovenije sporočilo, da bo naročilo 136 vozil Patria AMV.
V Krpana 8x8 je možno namestiti do 12 vojakov.
Po vsej verjetnosti bodo tako slovenski Krpani 8x8 izdelani le za izvoz, medtem ko bodo slovenski vojaki uporabljali finske Patrie AMV. 